# Электроник (персонаж)
Электроник — вымышленный мальчик-робот, персонаж фантастических повестей Евгения Серафимовича Велтистова «Электроник — мальчик из чемодана», «Рэсси — неуловимый друг», «Победитель невозможного», «Новые приключения Электроника», телефильма «Приключения Электроника». Один из самых популярных андроидов в российской массовой культуре.

## Описание
Появляется в лаборатории профессора Громова как робот-андроид нового поколения, имеющий внешний вид 13-летнего подростка. При создании внешний вид брался с мальчика, изображённого на журнальной обложке, коим, по сюжету, оказался Сыроежкин. Сбегает из-за оплошности профессора, когда после приезда в гостиницу он подключает Электроника для подзарядки к сети 220 В вместо 127 В. (В фильме иначе — появляется как робот для шахматной игры в лаборатории профессора Громова, откуда сбегает, чтобы стать человеком).
История Электроника — история очеловечивания робота (в этом плане «Приключения Электроника» следуют за сюжетом «Пиноккио»). Болезненно осознавший невозможность стать человеком Электроник, тем не менее под влиянием общения с одноклассниками своего прототипа — Сергея Сыроежкина, приобретает человеческие черты. Профессор Громов, его создатель, после говорит им: «Вы заново создали Элека и сделали это лучше, чем я».
Аэлита Романенко объясняла популярность персонажа тем, что он сочетает в себе сверхспособности с потребностью быть опекаемым, «опекать сверхсильного — большой соблазн для любого ребёнка». тем самым, уподобляя его таким героям, как инопланетянин из одноимённого фильма Стивена Спилберга.

## История создания персонажа
В предисловии «Видеть грядущее…», написанном для первой книги Владимиром Приходько, описывается история появления персонажа. Там говорится, что идея «мальчика из чемодана» пришла к Велтистову, когда он во время поездки к морю нёс тяжёлый чемодан: «Может, в чемодане кто-то есть? Может, там… электронный мальчик? Вот поставлю чемодан на полку, откину крышку. Мальчик откроет глаза, встанет и скажет: „Здравствуй! Меня зовут Электроник…“ Вошел в купе, щелкнул замками и ахнул. Оказывается, в спешке перепутал чемоданы: взял другой, набитый книгами».

## Фильм
Сюжет фильма «Приключения Электроника» значительно отличается от сюжета книг: в режиссёрской трактовке сохранена в основном лишь общая фабула и некоторые сюжетные линии: от профессора-робототехника сбегает «электронный мальчик», встречает своего живого «близнеца», становится его другом и помощником, ходит в школу вместо мальчика, затем робота пытается в криминальных целях похитить некая зарубежная мафиозная структура.
В роли Электроника в фильме снимался Володя Торсуев. В этой роли он демонстрирует проникновенную, чуть грустную серьёзность, в противовес своему брату Юре, который в роли Сыроежкина демонстрирует крайнюю энергичность и лукавство (выступая в роли трикстера). За Электроника пела Елена Шуенкова, а озвучивала — Надежда Подъяпольская.

## Признание
В 2006 году журнал «Мир Фантастики» поставил Электроника на 1 место в списке «Самые-самые роботы», автор написал — «Советский киборг ручной сборки, мучающийся сложными этическими вопросами, — один из тех немногих „философских камней“ в фантастической алхимии нашего детства, благодаря которым окружающий мир на какое-то время действительно становился золотым».

## В популярной культуре
Персонаж, основанный на Электронике и Сыроежкине, является одним из второстепенных героев визуальной новеллы «Бесконечное лето».